# Widynów (stacja kolejowa)
Widynów (ukr. Видинів) – stacja kolejowa w miejscowości Widynów, w rejonie kołomyjskim, w obwodzie iwanofrankiwskim, na Ukrainie. Położona jest na linii Lwów – Czerniowce.
Stacja istniała przed II wojną światową.